# Cầu Thống Nhất (Biên Hòa)
Cầu Thống Nhất là một cây cầu bắc qua sông Cái thuộc Dự án Đường trục Trung tâm thành phố Biên Hòa đang được triển khai thi công xây dựng, nối liền hai phường Thống Nhất và Hiệp Hòa.

## Vị trí
Công trình có điểm đầu tại nút giao đường Võ Thị Sáu và điểm cuối giao với đường Đặng Văn Trơn.

## Thiết kế
Cầu Thống Nhất dự kiến có mặt cầu rộng 45-95 m, gồm 6-10 làn xe.

## Thi công
Cầu được chính thức triển khai thi công vào ngày 31 tháng 1 năm 2023 và dự kiến hoàn thành trong vòng 300 ngày.